# Antonio Ignacio Velasco García
Antonio Ignacio Velasco García (Acarigua, 17 gennaio 1929 – Caracas, 6 luglio 2003) è stato un cardinale e arcivescovo cattolico venezuelano.

## Biografia
Nacque a Acarigua il 17 gennaio 1929.
Papa Giovanni Paolo II lo elevò al rango di cardinale nel concistoro del 21 febbraio 2001.
Morì il 6 luglio 2003 all'età di 74 anni e venne sepolto all’interno della cattedrale di Caracas.

## Genealogia episcopale e successione apostolica
La genealogia episcopale è:
- Cardinale Scipione Rebiba
- Cardinale Giulio Antonio Santori
- Cardinale Girolamo Bernerio, O.P.
- Arcivescovo Galeazzo Sanvitale
- Cardinale Ludovico Ludovisi
- Cardinale Luigi Caetani
- Cardinale Ulderico Carpegna
- Cardinale Paluzzo Paluzzi Altieri degli Albertoni
- Papa Benedetto XIII
- Papa Benedetto XIV
- Papa Clemente XIII
- Cardinale Enrico Benedetto Stuart
- Papa Leone XII
- Cardinale Chiarissimo Falconieri Mellini
- Cardinale Camillo Di Pietro
- Cardinale Mieczysław Halka Ledóchowski
- Cardinale Jan Maurycy Paweł Puzyna de Kosielsko
- Arcivescovo Józef Bilczewski
- Arcivescovo Bolesław Twardowski
- Arcivescovo Eugeniusz Baziak
- Papa Giovanni Paolo II
- Cardinale Antonio Ignacio Velasco García, S.D.B.

La successione apostolica è:
- Vescovo José Angel Divassón Cilveti, S.D.B. (1996)
- Vescovo Pedro Nicolás Bermúdez Villamizar, C.I.M. (1997)
- Vescovo José de la Trinidad Valera Angulo (1997)
- Vescovo Saúl Figueroa Albornoz (1998)
- Vescovo Jesús Tomás Zárraga Colmenares (2003)